# کلاریسا مولینا
کلاریسا مولینا کنترراس (زاده 23 سپتامبر 1991) بازیگر، مدل و صاحب عنوان مسابقه زیبایی دومینیکن است که برنده دوشیزه دومینیکن جمهوری 2015 شد و نماینده جمهوری دومینیکن در مسابقه دوشیزه جهان ۲۰۱۵ بود. او بعداً عنوان زیبایی لاتین ما 2016 را پس از کسب مقام سوم نایب قهرمان سال قبل از آن خود کرد.
مولینا در سانتیاگو د لس کابالروس، جمهوری دومینیکن به دنیا آمد و دختر دومینگو مولینا و کلارا کنترراس است. در سن ۱۱ سالگی والدینش از هم جدا شدند و به شهر نیویورک نقل مکان کردند. او با نامادری خود در جمهوری دومینیکن رها شد. در سن ۱۵ سالگی او و خواهر و برادرهایش به همراه عمو و پسر عموهایشان به نیوجرسی نقل مکان کردند. او پس از برنده شدن در مسابقه زیبایی لاتین ما در میامی، فلوریدا اقامت دارد. او دارای تابعیت دومینیکن و آمریکایی است.
مولینا در حال حاضر به عنوان خبرنگار شبکه‌های اجتماعی در برنامه تلویزیونی ال گوردو یا لا فلاکا کار می‌کند.
رؤیای او همیشه این بود که یک ستاره هالیوود باشد و در سال ۲۰۱۸ به آرزویش رسید. مولینا در فیلم دومینیکن Que Leon بازی کرد.